# Dirck van Delen

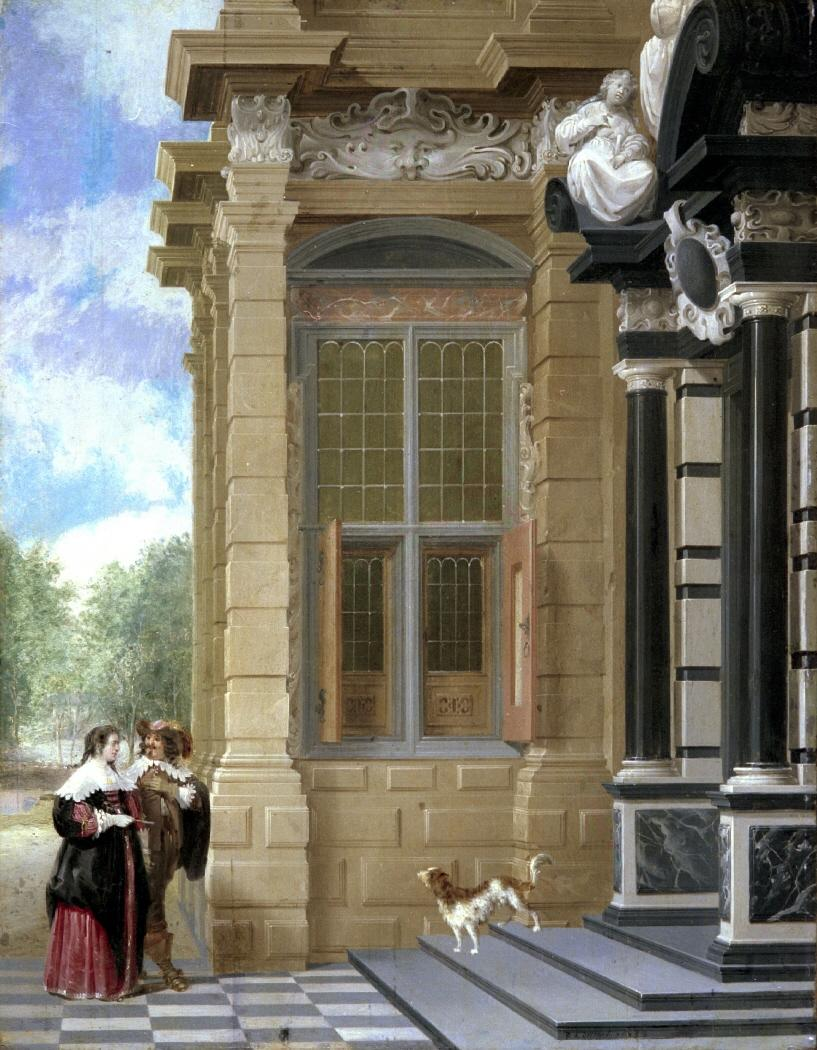
Exterior de un palacio, firmado "D v delen 1639", óleo sobre tabla, 44 x 34,50 cm, Madrid, Museo Lázaro Galdiano.

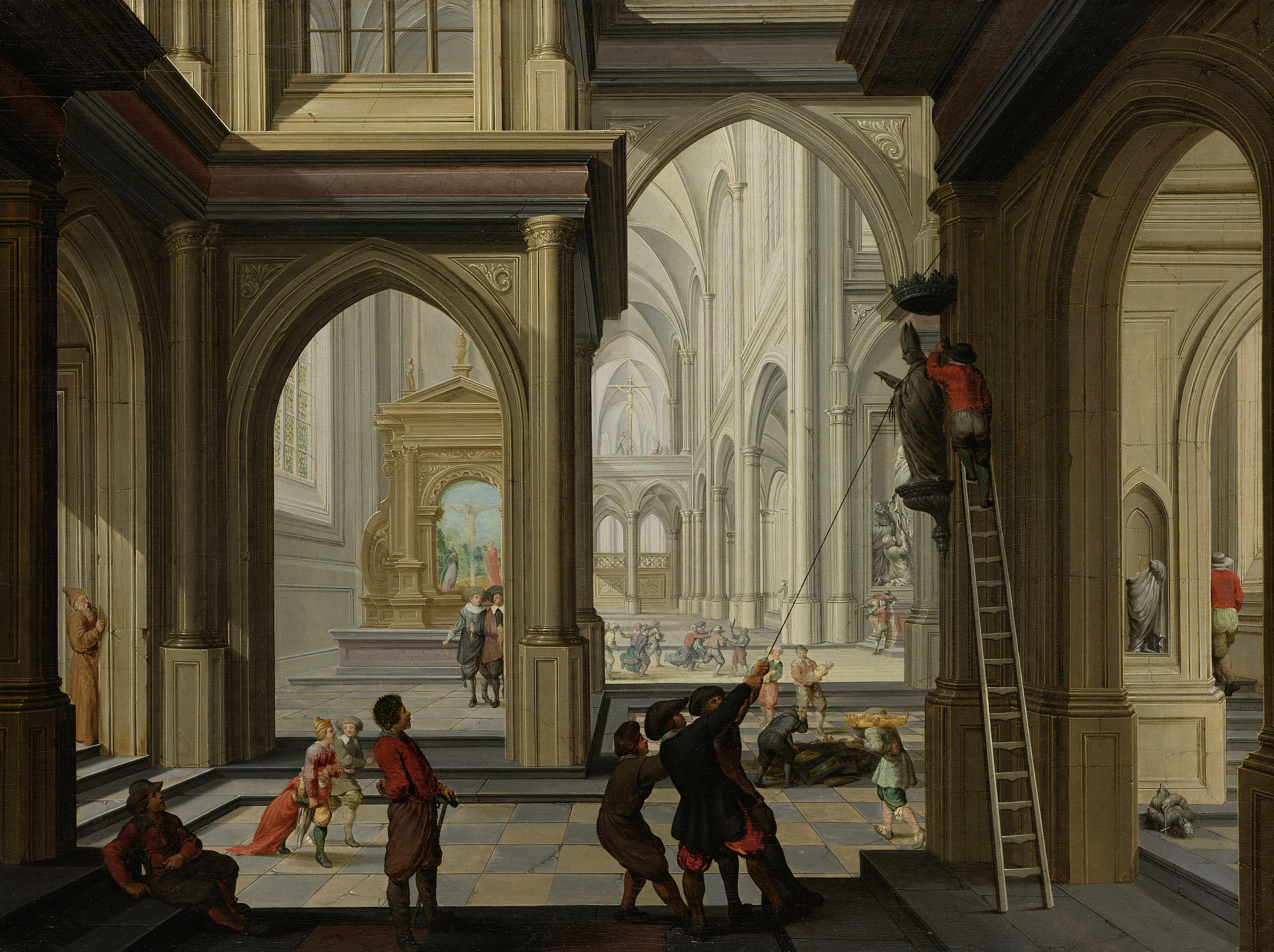
Iconoclasia en una iglesia, 1630, óleo sobre tabla, 50 x 67 cm, Ámsterdam, Rijksmuseum.

Dirck Christiaensz. van Delen (Heusden, c. 1604-Arnemuiden, 1671) fue un pintor barroco neerlandés especializado en perspectivas e interiores arquitectónicos.
Siendo aún niño se trasladó con su familia a Breda. Según Arnold Houbraken fue discípulo de Frans Hals, de lo que no existe certeza documental y probablemente deba ser descartado. Cabe sin embargo la posibilidad de que estudiase en Delft con Bartholomeus van Bassen o con Pieter van Bronckhorst, lo que ayudaría a explicar la colaboración del primero y de Anthonie Palamedesz. con Van Delen, a quien pintaron las figuras de algunas de sus composiciones.
En 1625 contrajo matrimonio en Middelburg y un año después se instaló en Arnemuiden, localidad cercana a Middelburg, en la que permaneció hasta su muerte y ocupó cargos en el  gobierno municipal de forma casi permanente. Al mismo tiempo, de 1639 a 1665 se inscribió en el gremio de San Lucas de Middelburg, y en 1666 donó un cuadro de gran tamaño, pintado en colaboración con Theodoor Boeyermans, a la Cámara de Retórica de Amberes, en la que ingresó dos años después.
Motivo central de la pintura de Van Delen, al margen de un único bodegón con un tulipán en un vaso de porcelana, fechado en 1637, son los interiores arquitectónicos de iglesias y  palacios barrocos junto a las profundas perspectivas de construcciones fantásticas. En ellas la figuración es por regla general anecdótica aunque ocasionalmente pueden encontrarse en su pintura ilustraciones de sucesos históricos, como las destrucciones de imágenes protagonizadas por la iconoclasia protestante en 1566 (Iconoclasia en una iglesia, 1630, Ámsterdam, Rijksmuseum).